# Moray (hrabstwo historyczne)
Moray (także Morayshire, Elginshire lub Elgin, gael. Moireibh) – hrabstwo historyczne w północno-wschodniej Szkocji, z ośrodkiem administracyjnym w Elgin.
Hrabstwo położone było nad Morzem Północnym, na południowym wybrzeżu zatoki Moray Firth. Długość linii brzegowej wynosiła niecałe 50 km. Teren nizinny w części nadmorskiej, na południu górzysty (Grampiany). Głównymi rzekami przepływającymi przez jego teren były: Spey, Lossie i Findhorn. Hrabstwo graniczyło z Banffshire na wschodzie, Inverness-shire na południu i Nairnshire na zachodzie. Do głównych ośrodków miejskich należały: Elgin, Findhorn, Fochabers, Forres i Lossiemouth.
Pod koniec XIX wieku gospodarka hrabstwa opierała się głównie na rolnictwie (uprawa pszenicy, owsa, ziemniaków i rzepy, hodowla zwierząt) i rybołówstwie. Na mniejszą skalę rozwinięte były: produkcja whisky, kamieniarstwo i szkutnictwo. Powierzchnia hrabstwa w 1887 roku wynosiła 1233 km², w 1951 roku – 1234 km² (1,6% terytorium Szkocji). Liczba ludności w 1887 roku – 43 788, w 1951 roku – 48 218 (0,9% całkowitej populacji Szkocji).
Hrabstwo zlikwidowane zostało w wyniku reformy administracyjnej w 1974 roku, włączone do nowo utworzonego regionu Grampian. Od 1996 roku istnieje jednostka administracyjna (council area) Moray, obejmująca większą część historycznego hrabstwa Moray (pozostała część znajduje się w granicach jednostki Highland), a także większą część sąsiedniego Banffshire.